# Insatiable (série de televisão)
Insatiable é uma série de televisão norte-americana de humor ácido e comédia dramática, criada por Lauren Gussis e estrelada por Dallas Roberts e Debby Ryan. É baseada no artigo de Jeff Chu, "The Pageant King of Alabama", publicado em julho de 2014 na The New York Times Magazine. A primeira temporada estreou na Netflix em 10 de agosto de 2018, com 12 episódios. Em setembro de 2018, a série foi renovada para uma segunda temporada, que foi lançada em 11 de outubro de 2019. Em fevereiro de 2020, a Netflix cancelou a série após duas temporadas. A série recebeu críticas negativas, sendo descrita como "ofensiva" e "insultante" por alguns críticos. No entanto, houve elogios direcionados às atuações e ao humor sombrio.

## Premissa
A trama se passa na cidade fictícia de Masonville, na Geórgia, e acompanha Patty Bladell, uma jovem de 17 anos que sofria bullying constantemente na escola por estar acima do peso. Durante as férias de verão, Patty é brutalmente atacada por um homem sem-teto. Após o incidente, ela fica com a mandíbula fechada e acaba fazendo uma dieta líquida por três meses, perdendo cerca de 30 quilos. Antes de começar o último ano do ensino médio, Patty é acolhida por Bob Armstrong, um advogado fracassado que também atua como treinador de concursos de beleza. Ele percebe o potencial de Patty e se propõe a transformá-la em uma rainha da beleza. No entanto, a parceria dos dois logo se transforma em um desastre, à medida que Bob percebe o quão profunda é a raiva de Patty e até onde ela está disposta a ir para se vingar daqueles que a prejudicaram.

## Elenco

### Regular
| Ator/Atriz         | Personagem                    | Temporadas | Temporadas   | Participações | Participações | Total |
| Ator/Atriz         | Personagem                    | 1          | 2            | 1             | 2             | Total |
| ------------------ | ----------------------------- | ---------- | ------------ | ------------- | ------------- | ----- |
| Debby Ryan         | Patricia "Patty" Bladell      | Principal  | Principal    | 12            | 10            | 22    |
| Dallas Roberts     | Robert "Bob" Armstrong Junior | Principal  | Principal    | 12            | 10            | 22    |
| Christopher Gorham | Robert "Bob" Barnard          | Principal  | Principal    | 12            | 10            | 22    |
| Kimmy Shields      | Nonnie Thompson               | Principal  | Principal    | 12            | 10            | 22    |
| Michael Provost    | Brick Armstrong               | Principal  | Principal    | 9             | 10            | 19    |
| Erinn Westbrook    | Magnolia Barnard              | Principal  | Principal    | 9             | 10            | 19    |
| Alyssa Milano      | Coralee Huggens-Armstrong     | Principal  | Principal    | 9             | 9             | 18    |
| Sarah Colonna      | Angie Bladell                 | Principal  | Principal    | 7             | 7             | 14    |
| Irene Choi         | Dixie Sinclair                | Principal  | Principal    | 9             | 7             | 16    |
| James Lastovic     | Christian Keene               | Principal  | Participação | 9             | 1             | 10    |
| Arden Myrin        | Regina Sinclair               | Recorrente | Principal    | 8             | 8             | 16    |
| Daniel Kang        | Donald Choi                   | Recorrente | Participação | 11            | 3             | 14    |
| Jordan Gelber      | Xerife Hank Thompson          | Recorrente | Ausente      | 4             | 0             | 4     |

### Recorrente
- Brett Rice como Robert Armstrong Sr.

- Beverly D'Angelo como Stella Rose Buckley (1ª temporada; 2ª temporada convidada)
- Chloe Bridges como Roxy Buckley (1ª temporada; 2ª temporada convidado)
- Michael Ian Black como Pastor Mike Keene (1ª temporada; 2ª temporada convidado)
- Caroline Pluta como Heather Kristina Pamela Kendall Jackson Johnson (2ª temporada)
- Ashley D. Kelley como Deborah "Dee" Marshall
- Alex Landi como Henry Lee (2ª temporada)[13]
- Vincent Rodriguez III como Detetive Rudy Cruz (2ª temporada)[14]

### Participações
- Carly Hughes como Etta Mae Barnard (1ª temporada)
- Michael Perez como Jon "Sem-teto" River (1ª temporada)
- Robin Tunney como Brandylynn Huggens (1ª temporada)
- Christine Taylor como Gail Keene (1ª temporada)
- Jon Lovitz como Padre Schwartz (1ª temporada)
- William Baldwin (1ª temporada) / Dana Ashbrook (2ª temporada) como Gordy Greer
- Gloria Diaz como Gloria Reyes (2ª temporada)[15]
- Tommy Dorfman como Jonathan (2ª temporada)
- Lucius Baston como Diretor Winters (2ª temporada)
- Lance Bass como Brazen Moorehead (2ª temporada)
- Drew Barrymore como ela mesma
- Ryan Seacrest como ele mesmo

## Episódios

### Resumo
| Temporada | Temporada | Episódios | Episódios | Originalmente lançado |
| --------- | --------- | --------- | --------- | --------------------- |
|           | 1         | 12        | 12        | 10 de agosto de 2018  |
|           | 2         | 10        | 10        | 11 de outubro de 2019 |

### 1.ª Temporada (2018)
| N.º na série | N.º na temp. | Título (no Brasil)                                       | Dirigido por    | Escrito por                     | Lançamento           |
| --- | ------------ | -------------------------------------------------------- | --------------- | ------------------------------- | -------------------- |
| 1 | 1            | "Pilot" "Piloto"                                         | Andrew Fleming  | Lauren Gussis                   | 10 de agosto de 2018 |
| A estudante do ensino médi,o Patty Bladell é constantemente intimidada por estar acima do peso, sendo apelidada de "Patty Porpeta". Depois de ser rejeitada por Brick Armstrong, por quem ela tem uma queda, Patty senta do lado de fora de uma loja de conveniência ao lado de um sem-teto, que insulta seu peso. Quando ela dá um soco nele, ele dá um soco nas costas dela e ela acaba no hospital com a mandíbula quebrada. Três meses depois, Patty—que agora está magra graças a uma dieta líquida—está sendo processada por agredir o morador de rua. Depois de ser desonrado no circuito de concurso, Bob Armstrong, um advogado local de direitos civis e ex-técnico de concurso, é convocado para tomar o caso de Patty gratuitamente. Ao conhecer a nova Patty, Bob a vê como sua chance de retornar ao mundo do concurso e decide colocá-la sob sua proteção. Enquanto isso, Patty desenvolve fortes sentimentos por Bob. |              |                                                          |                 |                                 |                      |
| 2 | 2            | "Skinny Is Magic" "A magreza é mágica"                   | Andrew Fleming  | Lauren Gussis & Jace Richdale   | 10 de agosto de 2018 |
| Depois de receber uma reforma de Bob Armstrong, Patty passa pelo primeiro dia do último ano, com a intenção de usar sua beleza recém-descoberta para se vingar daqueles que a atormentaram. Quando Patty ouve a notícia de um homem em estado crítico após um incêndio no mesmo motel onde ela quase incendiou o sem-teto na noite anterior, ela teme que possa ter sido a responsável. Coralee Armstrong faz controle de danos na casa de Bob Barnard, depois de descobrir que Bob Armstrong quase foi seduzido por Magnolia Barnard. Bob Armstrong trabalha para provar a inocência de Patty ao saber por Bob Barnard que um sutiã e uma caixa de fósforos foram encontrados no quarto do hotel queimado. O sem-teto, John, acaba admitindo que acidentalmente começou o incêndio e queria que Patty assumisse a culpa para se exonerar. Quando Patty confronta John, ele zomba dela. Patty então deseja a morte de John, que repentinamente morre de ataque cardíaco. |              |                                                          |                 |                                 |                      |
| 3 | 3            | "Miss Bareback Buckaroo" "Miss Vaqueira Sem Sela"        | Andrew Fleming  | Kari Drake & Craig Chester      | 10 de agosto de 2018 |
| Bob Armstrong leva Patty ao concurso de Miss Vaqueira Sem Sela no Alabama para visitar sua ex-mentora, Stella Rose Buckley, que o ajudou a entrar no mundo de técnico de concursos no final dos anos 1990. Preocupada com Patty, Nonnie Thompson faz uma viagem ao Alabama com Donald Choi e Dixie Sinclair. Coralee tenta aumentar suas chances de ser introduzida na Liga Júnior, organizando um jantar, apenas para ter seus planos frustrados por uma visita indesejável de sua irmã pobretona, Brandylynn. Stella Rose concorda em ajudar Bob a ensinar Patty como se comportar corretamente. No entanto, Stella Rose mais tarde revela que queria vingança depois que Bob terminou seu caso 20 anos atrás e a deixou magoada, antes de anunciar seu retorno à técnica de concurso. Percebendo que Patty tem uma queda por Bob, Stella Rose entrega a ela um colar gravado que Bob deu a ela como prova do caso. |              |                                                          |                 |                                 |                      |
| 4 | 4            | "WMBS"                                                   | Maggie Kiley    | Danielle Hoover & David Monahan | 10 de agosto de 2018 |
| Patty planeja separar Bob Armstrong e Coralee usando o colar de Stella Rose. Depois que Etta Mae é demitida da Liga Júnior, Coralee se esforça para impressioná-la criando uma organização para mães que trabalham. Angie retorna de seu retiro do AA. Quando o concurso que Patty ia entrar para se qualificar para Miss Magia de Jesus é cancelado, Bob Armstrong faz planos para Patty e Coralee competirem juntas em um concurso local de mãe e filha. Embora nenhuma delas esteja inicialmente feliz em trabalhar juntas, Patty e Coralee eventualmente encontram um terreno comum. Bob Armstrong e Coralee descobrem o caso de Brick com Regina Sinclair, que mais tarde é presa por estupro. Angie convence Nonnie a competir com ela no concurso de mãe e filha, em um esforço para deixar Patty com ciúmes. Patty e Coralee ganham o concurso, mas Coralee abandona Patty para ser aceita no grupo de mulheres da classe alta. Magoada e com raiva, Patty dá o colar de Stella Rose para Coralee. |              |                                                          |                 |                                 |                      |
| 5 | 5            | "Bikinis and Bitches" "Biquínis e garotas"               | Andrew Fleming  | Lauren Gussis & Andrew Green    | 10 de agosto de 2018 |
| Patty é desqualificada do Miss Magia de Jesus depois que fotos nuas de Dixie vazaram de seu telefone. Patty, Nonnie e Choi tentam descobrir quem pode ter hackeado o telefone de Patty. Coralee deixa Bob Armstrong após receber o colar de Stella Rose de Patty. Magnolia termina com Brick ao saber de seu caso com Regina. Patty e Brick ficam mais próximos quando ele confidencia a ela sobre seu relacionamento tenso com seu pai. Bob Armstrong está determinado a reconquistar Coralee, enquanto tenta consertar seu relacionamento com Brick. Magnolia se oferece para ajudar Patty a voltar ao Miss Magia de Jesus, organizando uma arrecadação de fundos. Christian se torna o mais novo cliente legal de Bob Armstrong depois de ser pego com drogas, mas a mãe de Christian pede a Bob para encerrar o caso para que Christian enfrente as consequências. Quando Dixie sabota a arrecadação de fundos, Brick salva o dia. Bob Armstrong descobre que o colega de cela de Regina hackeou o telefone de Patty. Patty e Brick se beijam. |              |                                                          |                 |                                 |                      |
| 6 | 6            | "Dunk 'N' Donut" "Santa rosquinha"                       | Brian Dannelly  | Kari Drake & Jace Richdale      | 10 de agosto de 2018 |
| Os planos de Patty para o Miss Magia de Jesus sofrem um revés quando ela descobre que nunca foi batizada. Depois de saber que Patty mentiu sobre seu relacionamento com Brick, Magnolia jura derrotar Patty em todos os concursos. A fim de batizar Patty corretamente, o pastor Mike Keene incumbe Patty e Bob Armstrong de realizar boas ações, mas os dois têm dificuldade em fazer as pazes com aqueles que machucaram. Seguindo uma conversa franca com Choi, Nonnie lentamente chega a um acordo com sua sexualidade ao conhecer Dee, uma concorrente de concurso de tamanhos grandes. Nonnie decide confessar seus sentimentos por Patty, mas Nonnie fica chateada com a indiferença de Patty e a acusa de estar envolvida em si mesma. Depois de acidentalmente arruinar a luta de Brick, Bob Armstrong decide ser batizado ao lado de Patty. Magnolia tenta sabotar Patty aumentando sua bebida, o que faz Patty alucinar durante a cerimônia de batismo e a leva a escolher Christian em vez de Brick. |              |                                                          |                 |                                 |                      |
| 7 | 7            | "Miss Magic Jesus" "Miss Magia de Jesus"                 | Lev L. Spiro    | Danielle Hoover & David Monahan | 10 de agosto de 2018 |
| A tentativa de Bob Barnard de chantagear Bob Armstrong com uma fita de sexo de Patty e Christian sai pela culatra. Patty e Bob Armstrong estão preocupados quando Stella Rose é anunciada como jurada de última hora do Miss Magia de Jesus. Depois de descobrir que Roxy é filha de Stella Rose, Bob Armstrong se pergunta se ele é o pai biológico de Roxy, enquanto inadvertidamente negligencia Patty. Christian se oferece para ajudar Patty com o segmento do concurso de perguntas e respostas bíblicas recém-introduzido, roubando as respostas. Magnolia vence o Miss Magia de Jesus, enquanto Patty vence a primeira vice-campeã. Com seus pais determinados a mandá-lo para a escola militar devido às suas travessuras, Christian convence Patty a fugir com ele para Hollywood. Quando Bob Armstrong descobre que Bob Barnard é o pai de Roxy, Barnard revela que Stella Rose dormiu com ele para se vingar de Armstrong. Em troca do silêncio de Armstrong, Barnard revela que Magnolia trapaceou no questionário da Bíblia, permitindo que Patty ganhasse a coroa. Depois de ouvir a troca entre os Bobs, Magnolia teve uma overdose.                                                           |              |                                                          |                 |                                 |                      |
| 8 | 8            | "Wieners and Losers" "Tacos de salsicha"                 | Andrew Fleming  | Lauren Gussis & Jenina Kibuka   | 10 de agosto de 2018 |
| Patty perde a virgindade com Christian, mas depois ela percebe que ele não a ama de volta. Após a desqualificação de Magnolia, Patty reivindica a coroa do Miss Magia de Jesus, e com a ajuda de Bob Armstrong, ela fecha um acordo com o Wiener Taco para patrociná-la para as regionais. Quando o pai de Bob Armstrong sofre um ataque cardíaco, os dois se reconciliam, enquanto Bob e Coralee começam a reacender seu relacionamento. No entanto, as coisas azedam quando Bob Armstrong descobre que Coralee teve um caso e seu pai contratou Bob Barnard como sócio sênior da empresa. Patty entra em pânico quando seu teste de gravidez dá positivo, mas acaba sendo um teratoma, um tumor que já foi seu irmão gêmeo no útero. O pastor Mike teme que o tumor de Patty possa ser um demônio dentro dela. Durante a grande reabertura do Wiener Taco, os Bobs se envolvem em uma luta física que termina em uma sessão de amassos acalorada e uma declaração de amor surpreendente por parte de Bob Barnard. Dixie ataca Patty na tentativa de roubar sua coroa. Em resposta, Patty joga Dixie do novo caminhão de comida do Wiener Taco e a deixa inconsciente.                                        |              |                                                          |                 |                                 |                      |
| 9 | 9            | "Bad Kitty" "Kitty, o demônio"                           | Steven Tsuchida | Jace Richdale                   | 10 de agosto de 2018 |
| Na escola, a briga de Patty com Dixie se torna viral. Bob Armstrong lida com as consequências da confissão de Bob Barnard indo à terapia de casal com Coralee. Christian fica obcecado pelo "demônio" de Patty, ajudando-a a descobrir uma maneira de controlá-lo e usá-lo a seu favor. Paralisada e em uma cadeira de rodas, Dixie retorna à escola, onde uma assembleia anti-bullying é realizada para que Patty e Dixie possam se desculpar uma com a outra. Convencida de que Dixie está fingindo seu ferimento, Patty a empurra para fora de sua cadeira de rodas na frente de toda a escola, apenas para descobrir que Dixie não estava mentindo. Patty finalmente concorda em se submeter a um exorcismo por sugestão do pastor Mike. No entanto, quando o pastor Mike e o exorcista que ele alistou não conseguem ir à escola, Bob Armstrong intervém para conduzir o exorcismo, com a ajuda de Nonnie e Choi. O exorcista finalmente chega e declara que Patty nunca foi possuída por um demônio. Bob Armstrong aceita seus sentimentos por Bob Barnard e vai para sua casa. |              |                                                          |                 |                                 |                      |
| 10 | 10           | "Banana Heart Banana" "Encarando a verdade"              | Elodie Keene    | Tim Schlattmann                 | 10 de agosto de 2018 |
| Depois de passar a noite na casa de Bob Barnard, Bob Armstrong luta para levar uma vida dupla. Patty é suspensa da escola por empurrar Dixie para fora de sua cadeira de rodas. A fim de fazer as pazes, Bob Armstrong sugere fazer uma festa roast para o aniversário de 18 anos de Patty para arrecadar dinheiro para comprar uma nova cadeira de rodas elétrica para Dixie; Patty concorda relutantemente. Bob Armstrong descobre que Christian foi preso por tentar sequestrar sua namorada no Brasil. Quando Patty confronta Christian, ele se torna fisicamente violento e Brick vem em seu socorro. Durante a festa, Angie diz a Patty que ela precisa sair da cidade por um tempo, e Nonnie decide que ela precisa de uma pausa na amizade. Para piorar a situação, Patty acaba vendo os Bobs se beijando. Humilhada, Patty expõe seu caso para toda a festa, incluindo Coralee e Brick, fazendo com que Bob Armstrong abandone Patty. Sentindo-se triste e abandonada, Patty vai para casa e come um bolo no formato sheet cake. |              |                                                          |                 |                                 |                      |
| 11 | 11           | "Winners Win. Period." "Vencedores vencem e ponto"       | Lev L. Spiro    | Lauren Gussis & Michael Ellis   | 10 de agosto de 2018 |
| Patty lida com as consequências de sua festa de aniversário isolando-se e comendo compulsivamente por uma semana, até que uma visita de Drew Barrymore a Atlanta a inspire a fazer as pazes. Patty convida Nonnie para a sessão de autógrafos do livro de Barrymore, mas Nonnie não está pronta para voltar a falar com Patty. Brick ajuda Patty a perder peso a tempo para as regionais, enquanto a protege de Christian, que a está perseguindo. Bob Barnard e Magnolia entram em contato com Roxy para revelar que ele é o pai dela. Embora Roxy inicialmente ataque Bob Barnard por abandoná-la, ela finalmente muda de ideia depois de confrontar Stella Rose, e os Bobs decidem treiná-la para as regionais juntos. Patty pede desculpas a Bob Armstrong por denunciá-lo, mas ele ainda está zangado com ela, revelando que agora vai treinar Roxy. Os Bobs e Coralee conversam antes de entrarem em um trisal. Depois de dar um choque em Roxy em um esforço para sabotá-la, Patty é atingida por um dardo tranquilizante e cai inconsciente. |              |                                                          |                 |                                 |                      |
| 12 | 12           | "Why Bad Things Happen" "Por que coisas ruins acontecem" | Andrew Fleming  | Lauren Gussis & Jace Richdale   | 10 de agosto de 2018 |
| Patty acorda após ser sequestrada por Stella Rose e Roxy, que planejam derrubar Bob Armstrong. No entanto, quando seus planos de vingança dão errado porque Bob percebeu que ele não está mais interessado em concursos, Stella Rose fica louca e acaba planejando matar Patty e fazer parecer que ela cometeu suicídio por Bob. Patty consegue escapar a tempo de se registrar para as regionais. Bob Armstrong convence Coralee a ficar em poliamor com Bob Barnard, mas Barnard não concorda, forçando Armstrong a escolher entre os dois. Patty vai ao encontro de Magnolia depois de receber uma mensagem de texto dela, apenas para descobrir que foi enviada por Christian, que, em um esforço para reconquistar Patty, superou Magnolia depois de saber que ela havia se requalificado para as regionais. Depois que Patty liberta Magnolia, Christian lembra Patty de todas as coisas ruins que ela fez, levando-a a espancá-lo até a morte com um pé de cabra. Patty chama Bob Armstrong—que estava pensando em suicídio—pedindo ajuda, e eles empurram o carro de Christian em um lago para esconder as evidências, mas ele não afunda. Patty confessa a Bob que acha que também matou Stella Rose. |              |                                                          |                 |                                 |                      |

### 2.ª Temporada (2019)
| N.º na série | N.º na temp. | Título (no Brasil)                                         | Dirigido por   | Escrito por                    | Lançamento            |
| --- | ------------ | ---------------------------------------------------------- | -------------- | ------------------------------ | --------------------- |
| 13 | 1            | "Pig" "Porcos"                                             | Andrew Fleming | Lauren Gussis                  | 11 de outubro de 2019 |
| Patty diz a Bob Armstrong que foi algemada no Food Truck por Stella Rose, que queria matá-la para tornar Bob um criminoso. Patty escapou com uma salsicha de chocolate e acidentalmente esmagou Stella duas vezes com o caminhão de comida. Bob pede a Patty que não chame a polícia. Ele acha que Patty e ele estão ligados porque ela salvou sua vida duas vezes. Quando ela o acompanha até o local onde matou Stella, eles percebem que a morte presumida não é e é gratuita. Então eles param para comer. Na floresta, o porta-malas do carro de Bob contendo Christian se abre e o cadáver cai no chão. Os porcos chegam e comem o corpo inteiro. Enquanto isso, Coralee tenta fazer amor com Bob Barnard, mas ele se recusa sob o pretexto de ser homossexual. Mais tarde, ele ouve Roxy ao telefone e descobre que ela o está usando para ajudar Stella Rose a se vingar de Bob Armstrong. Magnolia é procurada porque ela sumiu. No concurso regional, Roxy descobre que Patty escapou do Food Truck. Quando Nonnie, Brick e Dee chegam e perguntam a Patty ou Magnolia porque eles deveriam se encontrar. Patty diz que Magnolia não apareceu. Durante o ensaio, Bob retorna ao chalé de Roxy e pega o telefone. Ele descobre que ela não sabe onde está Stella Rose. Roxy é então a vencedora do concurso de beleza deste ano. Patty corre para vomitar no banheiro. Ela confessa a Bob que tem um distúrbio alimentar e come os bolos que recheia com sabão para mostrar a Bob que não está doente. Magnolia aparece então e Roxy é encontrada morta em sua cabana. |              |                                                            |                |                                |                       |
| 14 | 2            | "Dead Girl" "Garota morta"                                 | Brian Dannelly | Rick Cleveland                 | 11 de outubro de 2019 |
| A polícia entrevista todos no concurso. Magnolia afirma que não se lembra onde estava depois da briga com seu pai. Magnolia é escoltada ao hospital por seu pai. Patty está prestes a ser entrevistada quando o policial que entra é o mesmo homem com quem Bob teve um encontro amoroso na sauna a vapor. Patty admite que estava vomitando no banheiro, mas nega que tenha um distúrbio alimentar. Bob deduz que Patty não poderia ter matado Roxy porque ela não comeu os doces depois. No hospital, Magnolia é diagnosticada com perda de memória de curto prazo. Bob leva o carro de Christian a um ferro-velho para esmagá-lo. Regina está vendendo sua versão do tampazzle nas prisões. Como Roxy está morta, o conselho do concurso decidiu não conceder a coroa a ninguém. Bob afirma que o conselho tem medo de conceder a próxima coroa porque ele afirma que tem medo do que o público vai dizer. Patty e Bob sugerem um memorial planejado para mostrar que todas as garotas do concurso são bem-sucedidas e para provar que Patty não matou Roxy. Coralee obtém imagens de Magnólia bêbada totalmente embriagada por trás do repórter, provando que ela não poderia ter matado Roxy devido ao momento. No memorial, as garotas do concurso cantam uma canção para Roxy. O conselho do concurso decide coroar Patty. Dixie retorna, mas é atropelado pelo wiener mobile. |              |                                                            |                |                                |                       |
| 15 | 3            | "Boomerang" "Bumerangue"                                   | Damian Marcano | Scott King                     | 11 de outubro de 2019 |
| Dixie fica paralisada após ser atropelada pelo ween mobile e contrata Bob Armstrong como seu advogado. Coralee procura Regina e elas se tornam parceiras da Tampazzle. Patty conhece seu pai Gordy e eles se aproximam. O advogado de Choi inicialmente vence o caso por Bob e Dixie, no entanto Bob descobre que Choi não tinha comprado óculos novos, apesar de sua visão piorar, o que levou Dixie a ganhar o caso e se tornar a proprietária do Wiener Taco. Patty descobre que Gordy abusou sexualmente de sua mãe quando ela era menor. Percebendo que ele é o culpado por seus problemas, ela o empurra de raiva, fazendo-o cair acidentalmente e morrendo. Em pânico, ela rouba o telefone dele e envia uma mensagem de texto para todos com uma nota falsa de suicídio para encobrir. |              |                                                            |                |                                |                       |
| 16 | 4            | "Poison Party" "Você é venenosa, Patty!"                   | Andrew Fleming | Lauren Gussis & Andrew Fleming | 11 de outubro de 2019 |
| Traumatizada após matar acidentalmente seu pai, Patty começa a ter alucinações de ele chamá-la de semente ruim. Coralee entrega os papéis do divórcio a Bob, para sua consternação. Brick ajuda seu pai a voltar a namorar, o que o leva a um evento de swing. Coralee e Regina dão uma festa do lançamento da Tampazzle com o tema da época no Wiener Taco com Bob Barnard para endossá-lo a prefeito. Angie retorna após ter aumentado os seios e revela a Patty que ela ficou longe por medo de Gordy. Bob Armstrong não consegue encontrar um casal adequado no evento de swinger e confronta Coralee e Barnard na festa, anunciando que ele está concorrendo a prefeito também, com Angie como sua gerente de campanha. Um teste de paternidade revela que Gordy não é realmente o pai de Patty. |              |                                                            |                |                                |                       |
| 17 | 5            | "Finding Magnolia" "Procurando Magnolia"                   | Brian Dannelly | Jessica Watson                 | 11 de outubro de 2019 |
| Nonnie inicia uma investigação para descobrir o que aconteceu com Magnolia na noite em que ela desmaiou. Patty, com medo de que Magnolia se lembre que ela matou Christian, tenta sabotar. Brick confunde a ansiedade de Patty com desinteresse por ele e, após seguir o conselho de Magnolia, pratica beijos nas frutas. Dixie recebe a visita de sua família biológica, que lhe diz que Regina não é realmente sua mãe adotiva, mas sim sua sequestradora. Angie tenta ajudar Bob Armstrong a melhorar sua imagem fazendo-o distribuir cachorros-quentes de graça. No entanto, o evento se torna pior quando é revelado que seu pai está apoiando Bob Barnard para prefeito. Armstrong confronta seu pai, que afirma que o faz para protegê-lo por ser "muito frágil", e revela que sua mãe não morreu de câncer, mas sim cometeu suicídio. Armstrong entrega sua arma para Angie para se certificar de que ele não cometa o mesmo erro. Magnolia consegue descobrir o que aconteceu com ela depois que Patty matou Christian, mas não se lembra do que aconteceu antes. Patty encobre enviando uma mensagem de texto para ela do telefone de Christian e mentindo sobre o que aconteceu. Armstrong emite um pedido público de desculpas que é mal recebido. Patty caminha beijando Brick e Magnolia. |              |                                                            |                |                                |                       |
| 18 | 6            | "Eat and Run" "Coma e corra"                               | Ryan Shiraki   | Lisa Parson                    | 11 de outubro de 2019 |
| Arrasada, Patty se dedica a seu novo talento com a ajuda de um professor muito interessante. Brick decide se tornar um influenciador das redes sociais. |              |                                                            |                |                                |                       |
| 19 | 7            | "Full Brazilian" "Limpando a área"                         | Nancy Hower    | Gil Hizon                      | 11 de outubro de 2019 |
| Nonnie investiga um crime. Patty participa do concurso estadual de misses e se dedica à reabilitação. Angie passa por um aperto. |              |                                                            |                |                                |                       |
| 20 | 8            | "Pretty In Prison" "A garota da prisão"                    | Suzi Yoonessi  | Michael Ellis                  | 11 de outubro de 2019 |
| Uma tragédia coloca Patty na prisão, onde ela planeja um concurso de beleza. Coralee tem uma surpresa. |              |                                                            |                |                                |                       |
| 21 | 9            | "Ladybomb" "Bombinha"                                      | Brian Dannelly | Roxy Röckenwagner              | 11 de outubro de 2019 |
| Os Bobs fazem um debate acalorado e cheio de reviravoltas. Coralee tenta escapar do perigo. Patty e Nonnie fazem um tour assombrado. |              |                                                            |                |                                |                       |
| 22 | 10           | "The Most You You Can Be" "Seja o mais autêntica possível" | Andrew Fleming | Lauren Gussis & Rick Cleveland | 11 de outubro de 2019 |
| O concurso Miss Lady Americana revela sua vencedora. Verdades chocantes vêm à tona. Patty aceita sua natureza, para tristeza de Bob. |              |                                                            |                |                                |                       |

## Produção

### Desenvolvimento
Em novembro de 2016, a The CW anunciou o desenvolvimento da série criada por Lauren Gussis, inspirada nas experiências profissionais de Bill Alverson, um ex-advogado que se transformou em um treinador de concursos de beleza. Em janeiro de 2017, a The CW encomendou o episódio piloto. Em maio de 2017, a The CW anunciou que o piloto não foi selecionado para se tornar uma série. No entanto, no mês seguinte, a Netflix resgatou o episódio piloto e anunciou a ordem de uma primeira temporada de doze episódios para transmissão em 2018. Em julho de 2018, a Netflix anunciou a data de lançamento da série para 10 de agosto de 2018.
A segunda temporada foi filmada do início de março de 2019 ao final de junho de 2019. A segunda temporada foi composta por 10 episódios. Em 14 de fevereiro de 2020, a série foi cancelada após duas temporadas.

### Escolha do elenco
Em 23 de fevereiro de 2017, foi anunciado que Debby Ryan protagonizaria a série como Patty. No dia seguinte, Michael Provost e Erinn Westbrook também foram escalados ao elenco principal como Brick, um atleta, e Magnolia, uma bela e manipuladora rainha da beleza, respectivamente.
Em março de 2017, foram escalados Dallas Roberts como Bob, inspirado em Bill Alverson, que será o treinador de concursos de Debby Ryan, junto com Sarah Colonna. Dias depois, Kimmy Shields e Christopher Gorham também se juntaram ao elenco. Três dias depois, Alyssa Milano é anunciada como convidada especial para o papel de Coralee, a esposa de Bob. Irene Choi também se juntou ao elenco principal.
Em 3 de outubro de 2017, foi informado que Milano foi promovida como personagem principal. Em novembro, foi anunciado que Jordan Gelber e James Lastovic iriam aparecer como recorrentes na série.

### Filmagens
A série foi filmada em Newnan, Geórgia e Atlanta, Geórgia.

## Lançamento
A primeira temporada de Insatiable estreou na Netflix em 10 de agosto de 2018. Em 19 de julho de 2018, o trailer oficial da série foi lançado. Em 10 de julho de 2018, a Netflix lançou o primeiro teaser e as primeiras imagens oficiais da série.

### Controvérsia
Logo após lançar o trailer oficial e antes mesmo da estreia da série, o The Guardian informou em 24 de julho de 2018 que mais de 100.000 pessoas haviam assinado uma petição on-line no site Change.org em 20 de julho de 2018, pedindo a Netflix para cancelar Insatiable, acusando-a de "fat shaming" (humilhação por conta do peso). Lauren Gussis, a criadora da série, defendeu-a e disse que foi baseada em suas próprias experiências quando adolescente. Alyssa Milano afirmou no Twitter que: "Nós não estamos humilhando Patty [...] Estamos abordando (através da comédia) os danos causados pelo fat-shaming". Em 27 de agosto de 2018, a petição contou com mais de 230.000 assinaturas.

## Recepção
No site agregador de críticas Rotten Tomatoes, a série possui um índice de aprovação de 11% com base em 56 avaliações dos críticos, com uma classificação média de 2.68/10. No entanto, o índice de aprovação do público é de 84%. O consenso do site diz: "Estereótipos exagerados, comentários sociais desajeitados e uma tentativa mal-sucedida de ser progressista tornam Insatiable difícil de engolir." O Metacritic, que possui uma média ponderada, relatou uma pontuação de 25 em 100 para a série, com base em 15 críticos, indicando avaliações "geralmente desfavoráveis".
Em críticas negativas, Tim Goodman, do The Hollywood Reporter, chamou a série de "banal", "sem graça" e "um desastre completo", enquanto Jen Chaney, da Vulture, chamou de "um desastre que não poupa ninguém" repleto de piadas de mau gosto sobre estupro e pedofilia, além de estereótipos ofensivos sobre afro-americanos, cristãos, estadunidenses-sulistas e pessoas gays.
Linda Holmes, do NPR, criticou a série por ignorar de forma deliberada as realidades do fat-shaming e as preocupações de pessoas gordas como ela. Segundo Holmes, ser gordo deveria ser tratado com respeito e empatia. Ela afirmou: "Deixe-me garantir: isso não é sátira. Insatiable é sátira do mesmo jeito que alguém gritando palavrões pela janela de um carro é um poeta de recitação."
A escritora Roxane Gay classificou a série como "preguiçosa" e "insultante" em um artigo para o Refinery29. Segundo ela, "Insatiable sofre de uma profunda falta de imaginação. A série não consegue imaginar que um homem hétero poderia amar genuinamente concursos de beleza, orientar jovens mulheres e ainda se sentir seguro em sua masculinidade. Nem que uma jovem lésbica poderia se amar o suficiente para não se apaixonar por sua melhor amiga hétero, ou que uma garota gorda poderia ser feliz, saudável e bem-sucedida sem perder peso. Em nenhum momento a série ousa imaginar que talvez o problema fosse todo mundo ao redor de Patty quando ela era gorda, e não ela mesma. A série também não considera que a forma mais poderosa de vingança de Patty seria amar a si mesma em qualquer tamanho, ser vista como adorável por um interesse amoroso em qualquer tamanho e se enxergar como bela por causa de seu corpo gordo, e não apesar dele."

Em uma entrevista para a Variety, a protagonista Debby Ryan revelou que ouviu o podcast body-positive "She's All Fat" como preparação para o papel. Respondendo pelo Twitter, as apresentadoras do podcast, Sophia Carter-Kahn e April K. Quioh, disseram: "Não temos certeza de como o nosso programa poderia inspirar uma atriz magra a usar um traje de gordura, já que discutimos exaustivamente como esse ato é incrivelmente prejudicial à comunidade gorda."